# Malta op het Junior Eurovisiesongfestival 2010
Malta nam deel aan het Junior Eurovisiesongfestival 2010 in Minsk, Wit-Rusland. Het was de 8ste deelname van het land op het Junior Eurovisiesongfestival. De selectie verliep via Junior Eurosong. PBS was verantwoordelijk voor de Maltese bijdrage voor de editie van 2010.

## Selectieprocedure
De Maltese nationale finale vond plaats op 4 september 2010. Er namen twintig artiesten in aanmerking voor het felbegeerde ticket richting Minsk. Uiteindelijk trok Nicole Azzopardi aan het langste eind. Zij mocht aldus Malta vertegenwoordigen op de achtste editie van het Junior Eurovisiesongfestival, en dit met het nummer Knock knock, boom boom. Deze inzending was tevens de eerste die deels in het Maltees werd gezongen.

## Junior Eurosong 2010
| Plaats | Artiest                                 | Lied                   |
| ------ | --------------------------------------- | ---------------------- |
| 1      | Nicole Azzopardi                        | Knock knock, boom boom |
| 2      | Maria Christina Desira & Justine Delmar | Love to share          |
| 3      | Ylenia Vella                            | Shout it out           |
| 4      | Jodie Farrugia                          | Fantazija              |
| 5      | Antoine Farrugia & Kayleigh Cassar      | It’s time              |
| 6      | Elaine Haber                            | Maestro                |
| 7      | Sarah Bonnici                           | Kitty kitty cat        |
| 8      | Maxine Pace                             | Lady lady ga ga        |
| 9      | Jasmar Cassar                           | My star                |
| 10     | M Five                                  | Happy day              |
| 11     | Jade Marie Vella                        | Hooked on samba        |
| 12     | Domenique Azzopardi                     | Jigsaw puzzle          |
| 13     | Melissa Fausel-Attard                   | Sailor girl            |
| 14     | Kimberly Micallef                       | Indian girl            |
| 15     | Mikaela Agius                           | Wonderland of dreams   |
| 16     | Althea Georgiovan                       | Crazy seasons          |
| 17     | Michela Galea                           | Play for me            |
| 18     | Maria Debono                            | One flag               |
| 19     | Nicole Marie Vella                      | Let the colours shine  |
| 20     | Courtney Farrugia                       | So sweet               |

## In Minsk
Op de avond van de finale trad Nicole als elfde op. Aan het eind van de puntentelling stond Malta op een 13de plaats, met 35 punten. Na deze slechte prestatie trok Malta zich terug uit het Junior Eurovisiesongfestival.